# 레오벤

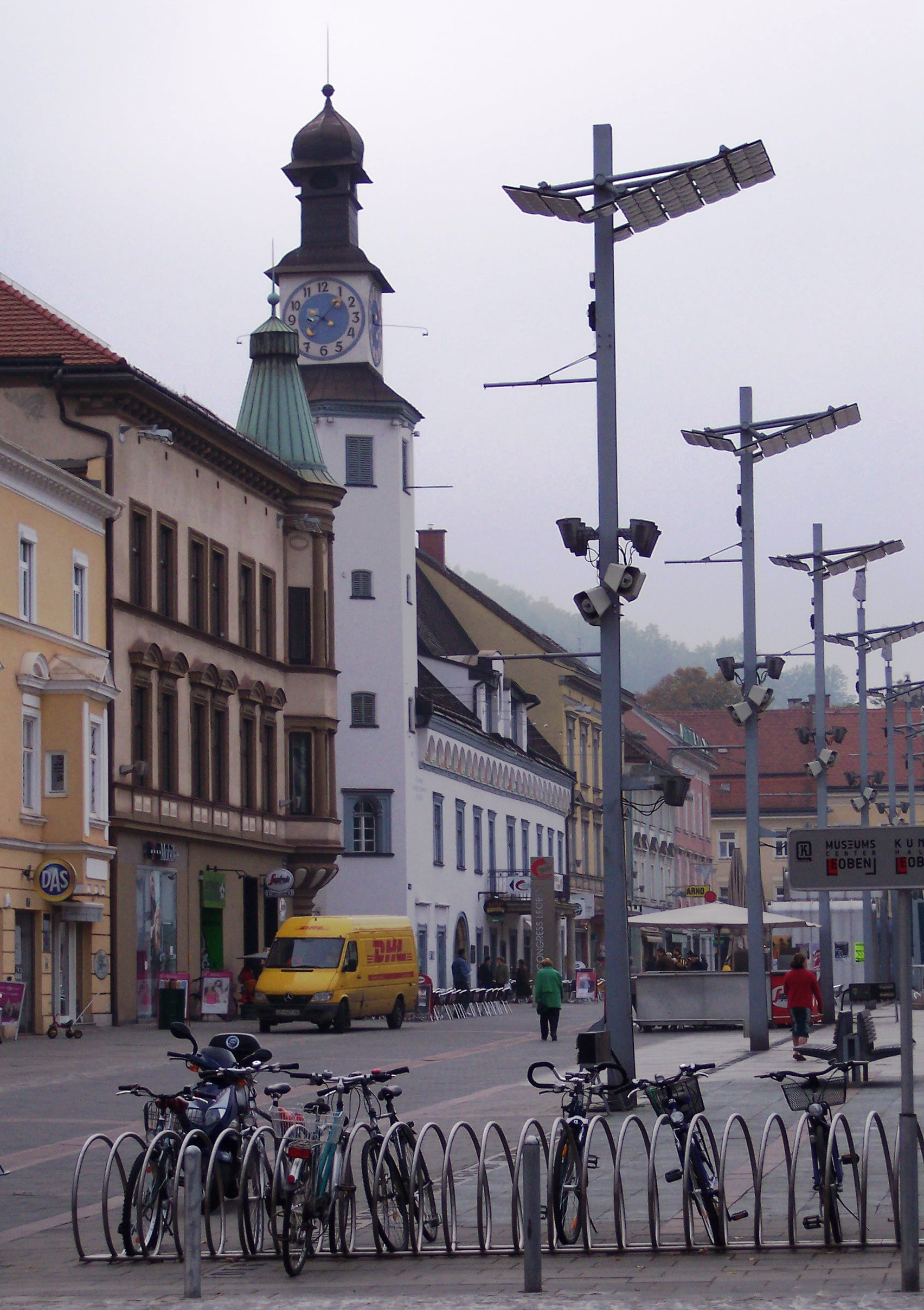
레오벤

레오벤(Leoben)은 오스트리아 슈타이어마르크주의 도시이다. 인구는 24,600명이다.

## 자매 도시
- 중화인민공화국 쉬저우 시 (1994)